# Malicia (telenovela)
Malicia es una telenovela peruana, producida por Luis Llosa e Iguana Producciones en 1995, transmitida por la cadena Frecuencia Latina. Protagonizada por Renato Rossini, Daniela Sarfati, Christian Meier y Gianella Neyra, y cuenta con las participaciones antagónicas de Julián Legaspi, Leslie Stewart, Sonia Oquendo y Carla Barzotti.

## Sinopsis
Alexandra (Gianella Neyra) no sospecha que es una rica heredera; pero Carlo (Julián Legaspi), su enamorado, sí lo sabe y este junto con su novia Sandra (Leslie Stewart) planean la forma de dejarla en la calle sin que siquiera se entere de que alguna vez tendría dinero. Alexandra se entera y vuelve aquel juego perverso en contra de ellos.

## Reparto

### Principales
- Julián Legaspi - Carlo Figari / Carlo del Campo Maurtua
- Leslie Stewart - Sandra
- Christian Meier - Francisco
- Gianella Neyra - Alexandra Ponce
- Jaime Lértora - Herasmo
- Katia Condos - Cristina
- Fernando de Soria - José Luis del Campo
- Carlos Bañuelos
- Tessy Castilla
- Fernando Vásquez
- Johnny Mendoza
- Renato Rossini - Jaime
- Carla Barzotti - Gabriela
- Daniela Sarfati - Laura Gómez
- Jesús Delaveaux
- Anita Schwartzman
- Patricia Berninzon
- Jean Borthayre
- Magaly Bolivar
- Patricia Medina

### Recurrentes
- Angie Shrimplin
- Gabriel Anselmi
- Martin Farfan - Serafín
- Santiago Magill
- Sonia Oquendo - Virginia Maúrtua
- Cecilia Brozovich - Mili
- Salvador del Solar - Antonio
- Fabrizio Aguilar
- Denise Arregui
- Alexandra Graña
- Martín del Pomar
- Mariella Trejos - Jueza
- Marcelo Serrano
- Mirko Suárez - Pedroza